# Mariánský dům (Kadaň)
 Mariánský dům  (čp. 16) je středověký dům v ulici Jana Švermy (dříve Svatá) na Starém Městě v Kadani, blízko Mikulovické brány.

## Dějiny domu a jeho majitelé
Mariánský dům je starobylý středověký dům s renesančním průčelím a volutovým štítem. Dům byl původně ozdoben sgrafitem. Dlouhá staletí měl být v majetku Růžencového bratrstva, jehož členy se stávali nejvýznamnější kadaňští měšťané a měšťanky, jakož i šlechta, například Jan Hasištejnský z Lobkovic (†1517). Bratrstvu patřily četné vesnice v okolí Kadaně, třeba Zásada, Pokutice, Úhošť, Meziříčí, Vadkovice, Lužice, Žabokliky, Libědice nebo Čachovice. Důležitou roli při obnově bratrstva sehrál kadaňský kazatel M. Johannes Leyss, který stál ve jeho čele v letech 1509 až 1531. Císař Rudolf II. udělil roku 1609 bratrstvu právo užívat vlastní znak. Tento znak byl lazurový (tj. blankytně modrý) štít s Pannou Marií obtočenou růžencem, který nese anděl v bílém rouše s roztaženými zlatými křídly a zlatým křížem na čele. Mariánský dům byl během třicetileté války (1618–1648) mnohokrát poškozen, zejména požárem z roku 1635. Krátce v domě pobýval šlechtic a evangelický exulant Niklas Vitzhum, někdejší pán na Prunéřově, jenž pak jakožto hofmistr švédského generála Johana Banéra nechal o Vánocích 1639 otevřít městské brány půldruhému tisíci švédských vojáků. Když římský císař Josef II. v roce 1786 Růžencové bratrstvo zrušil, Mariánský dům následně vyhořel a byl prodán do soukromých rukou. Již v roce 1788 si v domě otevřel živnost kupec Thaddäus Hartmann se svou manželkou Evou. V roce 1905 vlastnila dům Theresia Schwambergerová. Na počátku 20. století zde bydlel hostinský Josef Kosch (1860–1911), rodák z Radonic, údajně spřízněný se slavnou stavitelskou rodinou Koschů, která se ve druhé polovině 18. století zasloužila o pozdně barokní a rokokovou proměnu města Kadaně. V meziválečném období byla majitelkou domu Anna Schuhová.

## Domovní znamení
Domovní fasádu zdobí kamenný sokl s barokní polychromovanou sochou Panny Marie Královny v červených šatech a modrém plášti, jež má na hlavě zlatou korunu a v pravé ruce zlaté žezlo. Dítě Ježíš na její levé ruce třímá blankytné říšské jablko, dříve pravděpodobně ozdobené křížkem, také připomínající zeměkouli se zlatým pruhem, symbolizující Kristovu vládu nad světem. V katolické ikonografii je Panna Maria jakožto Bohorodička jednou z ústředních světeckých postav. Socha je zároveň vyjádřením osobní zbožnosti majitelů domu a jejich proseb o mariánskou nebeskou ochranu v životních těžkostech. Vlastníkem domu podle tradice bylo Růžencové bratrstvo, založené již v 15. století, které později konalo své pobožnosti v Růžencové kapli za děkanským chrámem Povýšení sv. Kříže.

## Zajímavost
V roce 1641 přitáhl do Kadaně se svým vojskem i obávaný švédský generál Johan Banér, který se měl podle pověsti ubytovat právě v Mariánském domě. Zde s ním údajně pobýval i jeho bílý vlk, jehož si vozil do bitev. Banér odtáhl z Kadaně ke krušnohorské Přísečnici, kde se 27. března 1641 střetnul s císařskou armádou, tj. s bavorskou pěchotou a jízdou pod velením Zikmunda Myslíka z Hyršova, podporovanou jízdou Ottaviana Piccolominiho. Během zmatku se mu vlk ztratil, podle pověsti se stále nachází v lesích mezi Kadaní a Přísečnicí, je však pravděpodobnější, že byl lapen na saské straně u Königswalde, odkud byl převezen na dvůr saského kurfiřta Johanna Georga I. do Drážďan. Johan Banér krátce po tomto incidentu 10. května 1641 zemřel v Halberstadtu.